# Distretto di Nakapiripirit
Il distretto di Nakapiripirit è un distretto dell'Uganda, situato nella Regione settentrionale.